# Cranopsis macrocristatus
Bufo macrocristatus là một loài cóc trong họ Bufonidae. Nó được tìm thấy ở Guatemala và México. Các môi trường sống tự nhiên của chúng là các khu rừng vùng núi ẩm nhiệt đới hoặc cận nhiệt đới và sông. Loài này đang bị đe dọa do mất nơi sống.